# Barry Otto
Barry Otto (1941) es un actor australiano, conocido por haber interpretado a Harry Joy en la película Bliss y a Doug Hastings en Strictly Ballroom.

## Biografía
Barry entabló una relación con la actriz Lindsay Otto; la pareja se casó y tuvieron a su primera hija, la actriz Miranda Otto. Se separaron en 1973, cuando Miranda apenas tenía 5 años.
Posteriormente, Otto se casó con Susan "Sue" Hill, con quien tuvo a Edward "Eddie" Otto y a la actriz Gracie Otto.

## Carrera
Entre 1984 y 1990 apareció en las miniseries Singles, Vietnam y en The Paper Man donde interpretó a Elliot Calder.
En 1985 apareció en la película australiana Bliss donde interpretó a Harry Joy junto a Lynette Curran.
En 1989 dio vida a Kevin en la película The Hijacking of the Achille Lauro.
En 1992 apareció en la película Strictly Ballroom, con el papel de Doug Hastings.
En 2002 fue actor invitado en la serie de ciencia ficción Farscape, interpretando al doctor Tumii.
En 2006 apareció en un episodio de la serie australiana médica All Saints, donde interpretó a Bob Tyrell.
En 2010 se unió al elenco de los actores que participaron en la película Ga'Hoole: la leyenda de los guardianes donde prestó su voz para el personaje de Echidna.
En 2013 apareció como personaje recurrente en la tercera temporada de la serie Dance Academy donde interpretó a Sir Jeffrey.
En 2016 apareció como invitado en el séptimo episodio de la cuarta temporada de la serie Rake donde interpretó al Juez Cowper.

## Filmografía

### Películas
| Año  | Título                                 | Personaje             | Notas                                                                                              |
| ---- | -------------------------------------- | --------------------- | -------------------------------------------------------------------------------------------------- |
| 2013 | The Great Gatsby                       | Benny McClenahan      | junto a Leonardo DiCaprio, Tobey Maguire, Carey Mulligan, Joel Edgerton e Isla Fisher              |
| 2012 | A Cautionary Tail                      | Doctor                | cortometraje                                                                                       |
| 2011 | To Face the Sun                        | Padre                 | corto - junto a Simon Dooley, Jim Gosden, Alice Keohavong & Helen Middlemass                       |
| 2011 | Waiting for the Turning of the Earth   | Tom                   | corto - junto a Laura-Jane Emes, Anne-Louise Lambert & Rhys Muldoon                                |
| 2010 | Ga'Hoole: la leyenda de los guardianes | Echidna               | junto a Hugo Weaving, Helen Mirren, Sam Neill, Joel Edgerton, Geoffrey Rush & Richard Roxburgh     |
| 2010 | South Solitary                         | George Wadsworth      | junto a Miranda Otto, Marton Csokas, Essie Davis, Rohan Nichol & Reef Ireland                      |
| 2010 | Seamstress                             | Clive                 | corto - junto a Julie Forsyth & Mink Sadowsky                                                      |
| 2009 | Schadenfreude                          | -                     | corto - junto a Miranda Otto, Gracie Otto, Jack Finsterer, Jackie Alixander & Charlotte Dodson     |
| 2008 | Australia                              | Administrador Allsop  | junto a Nicole Kidman, Hugh Jackman, David Wenham, Essie Davis & Bryan Brown                       |
| 2008 | $9.99                                  | Albert                | junto a Geoffrey Rush, Joel Edgerton, Anthony LaPaglia, Claudia Karvan & Leeanna Walsman           |
| 2008 | Three Blind Mice                       | Fred                  | junto a Ewen Leslie, Toby Schmitz, Matthew Newton, Brendan Cowell & Gracie Otto                    |
| 2008 | Newcastle                              | Gramps                | junto a Lachlan Buchanan, Xavier Samuel, Rebecca Breeds, Gigi Edgley & Anthony Hayes               |
| 2008 | In a Pig's Eye                         | Carnicero             | cortometraje                                                                                       |
| 2007 | Rogue                                  | Merv                  | junto a Radha Mitchell, Sam Worthington, Stephen Curry, John Jarratt & Mia Wasikowska              |
| 2007 | Soul Mates                             | Paddy Byrne           | corto - junto a Teneale Clifford, Damian de Montemas, Justin Hanlon & Leeanna Walsman              |
| 2007 | La même nuit                           | Conserje              | corto - junto a Ashleigh McDonald, Matthew Newton, Michael Piccirilli & Sophie Scarf               |
| 2006 | Single White Farmer                    | Poley                 | corto - junto a Greg Hatton, Kim Hillas & Jan Langford Penny                                       |
| 2005 | Are We                                 | Narrador              | corto - junto a David Adams, David Lampard & Amber McMahon                                         |
| 2004 | Through My Eyes                        | Frank Cocks           | junto a Miranda Otto, Craig McLachlan, Peter O'Brien, Grant Bowler & Nadine Garner                 |
| 2004 | Loot                                   | Charles Highsmith     | junto a Jason Donovan, Anita Hegh, Russell Dykstra, Tara Morice & Mark Priestley                   |
| 2004 | Love's Brother                         | Padre Alfredo         | junto a Giovanni Ribisi, Adam Garcia, Rodney Afif, Carmelina di Guglielmo & Bruno Lucia            |
| 2002 | The Visitor                            | Michael               | corto - junto a Nick Carpenter & Damian de Montemas                                                |
| 2001 | Invencible                             | Maestro               | junto a Billy Zane, Byron Mann, Dominic Purcell, David No & Bren Foster                            |
| 1998 | Dead Letter Office                     | Gerald Urquhart       | junto a Alicia Banit, Miranda Otto, Nicholas Bell, Syd Brisbane & Jane Hall                        |
| 1997 | Oscar and Lucinda                      | Jimmy D'Abbs          | junto a Ralph Fiennes, Cate Blanchett, Ciarán Hinds, Tom Wilkinson & Richard Roxburgh              |
| 1997 | Kiss or Kill                           | Adler Jones           | junto a Tiffany Peters, Syd Brisbanem, Frances O'Connor, Matt Day & Chris Haywood                  |
| 1997 | Yat goh ho yan                         | Baggio                | junto a Jackie Chan, Richard Norton, Gabrielle Fitzpatrick, David No & Rachel Blakely              |
| 1997 | A Cut in the Rates                     | -                     | corto - junto a Jacqueline McKenzie & Anne-Louise Lambert                                          |
| 1997 | The Beneficiary                        | Leonard Dunbar        | corto - junto a Helene Joy                                                                         |
| 1996 | Mr. Reliable                           | Primer ministro       | junto a Colin Friels, Jacqueline McKenzie, Elaine Cusick, Susie Porter & John Batchelor            |
| 1996 | Lilian's Story                         | John Singer           | junto a Ruth Cracknell, Toni Collette, John Flaus, Maggie Kirkpatrick & Jeff Truman                |
| 1996 | Cosi                                   | Roy                   | junto a Ben Mendelsohn, Toni Collette, Rachel Griffiths, Colin Friels, Jacki Weaver & David Wenham |
| 1995 | Dad and Dave: On Our Selection         | J.P. Riley            | junto a Geoffrey Rush, Noah Taylor, Robert Menzies, Essie Davis, Celia Ireland & David Field       |
| 1994 | Exile                                  | Sheriff Hamilton      | junto a Aden Young, Claudia Karvan, Chris Haywood, Hugo Weaving & Tony Llewellyn-Jones             |
| 1993 | The Door                               | Padrastro             | corto - junto a Ruby Davidson, Penne Hackforth-Jones & Inge Hornstra                               |
| 1993 | The Custodian                          | Ferguson              | junto a Anthony LaPaglia, Hugo Weaving, Essie Davis & Naomi Watts                                  |
| 1993 | Touch Me                               | Stewart               | corto - junto a Gosia Dobrowolska, Claudia Karvan, Chris Haywood & David Field                     |
| 1992 | Strictly Ballroom                      | Doug Hastings         | corto - junto a Paul Mercurio, Tara Morice, Bill Hunter, Gia Carides, Kris McQuade & Sonia Kruger  |
| 1990 | Shadows of the Heart                   | Charles Munro         | junto a Josephine Byrnes, Jerome Ehlers, Marcus Graham, Jason Donovan & Robyn Nevin                |
| 1989 | The Punisher                           | Shake                 | junto a Dolph Lundgren, Louis Gossett Jr., Nancy Everhard, Jeroen Krabbé & Lani John Tupu          |
| 1989 | The Hijacking of the Achille Lauro     | Kevin                 | junto a Karl Malden, Lee Grant, E.G. Marshall, Vera Miles, Christina Pickles & Robert Mammone      |
| 1989 | Black Sorrow                           | Psiquiatra            | cortometraje                                                                                       |
| 1987 | The Howling III                        | Prof. Harry Beckmeyer | junto a William Yang, Imogen Annesley & Deby Wightman                                              |
| 1987 | Takeover                               | George Oppenheimer    | junto a Anne Tenney, Paul Chubb & Alexander Kemp                                                   |
| 1987 | I've Come About the Suicide            | Lawson                | junto a Ralph Cotterill, Gosia Dobrowolska & Duncan Wass                                           |
| 1986 | The More Things Change...              | Lex                   | junto a Judy Morris, Victoria Longley & Lewis Fitz-Gerald                                          |
| 1985 | Bliss                                  | Harry Joy             | junto a Lynette Curran, Helen Jones, Gia Carides & Miles Buchanan                                  |
| 1984 | Undercover                             | Profesor Henckel      | junto a Geneviève Picot, Michael Paré, Peter Phelps & Andrew Sharp                                 |
| 1984 | The Secret Discovery of Australia      | Embajador francés     | junto a Danny Adcock, Ivar Kants, John Stone & William Zappa                                       |
| 1982 | Norman Loves Rose                      | Charles               | junto a Carol Kane, Tony Owen, Myra De Groot & Sandy Gore                                          |
| 1977 | Benny Hill Down Under                  | Varios Personajes     | junto a Benny Hill, Victoria Quilter & Max Phipps                                                  |

### Series de televisión
| Año             | Serie                  | Personaje                            | Notas                                     |
| --------------- | ---------------------- | ------------------------------------ | ----------------------------------------- |
| 2017 - presente | Sisters                | -                                    | -                                         |
| 2016            | Rake                   | Juez Cowper                          | episodio # 4.7                            |
| 2016            | Pypo                   | -                                    | episodio "The Committee of Pubic Styling" |
| 2013            | Dance Academy          | Sir Jeffrey McEwan                   | 5 episodios                               |
| 2006            | Stupid Stupid Man      | Director Cooper                      | episodio "The Reunion"                    |
| 2006            | All Saints             | Bob Tyrell                           | episodio "Facing the Music"               |
| 2005            | Headland               | Profesor Day                         | 2 episodios                               |
| 2005            | The Secret Life of Us  | Bill Holdforth                       | episodio "The Heart of Friday Night"      |
| 2002            | Don't Blame the Koalas | Juez/Mr. Fitch                       | 2 episodios                               |
| 2002            | Farscape               | Doctor Tumii                         | episodio "Coup by Clam"                   |
| 2001            | Outriders              | Vendedor de Antigüedades             | episodio "Eye of the Dragon: Part 4"      |
| 1998            | Murder Call            | Otis Farrow                          | 2 episodios                               |
| 1997            | Frontier               | Agente del Gobierno Archibald Meston | miniserie                                 |
| 1993            | Under the Skin         | -                                    | episodio "Grandma's Teeth"                |
| 1992            | G.P.                   | Geoff Evatt                          | episodio "Shades of Grey"                 |
| 1990            | The Paper Man          | Elliot Calder                        | miniserie                                 |
| 1987            | Vietnam                | Douglas Goddard                      | miniserie                                 |
| 1986            | Studio 86              | -                                    | episodio "Restoration Place"              |
| 1984            | Singles                | -                                    | miniserie                                 |
| 1983            | A Country Practice     | Bela Szollos                         | 4 episodios                               |
| 1978            | Tickled Pink           | Leo                                  | episodio "A Visit to the Uncle"           |
| 1978            | Case for the Defence   | Doctor                               | episodio "A Plea of Insanity"             |
| 1975            | Until Tomorrow         | Trevor McKenzie                      | -                                         |

- Narrador:

| Año  | Título      | Notas    |
| ---- | ----------- | -------- |
| 2002 | Dad's Clock | narrador |

- Teatro:[2]

| Año        | Obra                                    | Personaje  | Director (a)       | Teatro                | Notas                                                                |
| ---------- | --------------------------------------- | ---------- | ------------------ | --------------------- | -------------------------------------------------------------------- |
| 2013       | The Kreutzer Sonata                     | Pozdnyshev | Geordie Brookman   | State Theatre         | junto a Gabriella Smart & Elizabeth Layton                           |
| 2012       | The Histrionic                          | Casero     | Daniel Schlusser   | Malthouse Theatre     | junto a Bille Brown, Kelly Butler, Katherine Tonkin & Edwina Wren    |
| 2009       | Optimism                                | -          | Michael Kantor     | Merlyn Theatre        | junto a Caroline Craig, Hamish Michael, Alison Whyte & David Woods   |
| 2009       | Hamlet                                  | Polonius   | Marion Potts       | Drama Theatre         | junto a Brendan Cowell, Russell Kiefel & Laura Brent                 |
| 2008       | Tartuffe                                | Orgon      | Matthew Lutton     | Merlyn Theatre        | junto a Marcus Graham, Rebecca Massey & Laura Brent                  |
| 2007       | Heroes                                  | -          | Jon Halpin         | Cremorne Theatre      | junto a Robert Coleby & Max Gillies                                  |
| 2007       | Troupers                                | -          | Jean-Pierre Mignon | -                     | junto a Blazey Best & Josh Quong Tart                                |
| 2005       | Boy Gets Girl                           | -          | Robyn Nevin        | -                     | junto a Bruce Myles, Matthew Newton & Miranda Otto                   |
| 2004       | Last Cab to Darwin                      | -          | Jeremy Sims        | Civic Theatre         | junto a Alan Dukes, Justine Saunders & Jacki Weaver                  |
| 2003       | Proof                                   | -          | George Ogilvie     | Glen Street Theatre   | junto a Jacqueline McKenzie, Christina Eliason & Jonny Pasvolsky     |
| 1980, 2002 | Volpone                                 | -          | Marion Potts       | -                     | junto a Max Cullen, Drew Forsythe, Matthew Newton & Darren Weller    |
| 2000       | The Falls                               | -          | -                  | Stables Theatre       | junto a Lucy Bell, Angus King & Jacki Weaver                         |
| 1999       | Barrymore                               | -          | Judy Davis         | Cremorne Theatre      | -                                                                    |
| 1998       | Show Boat                               | -          | Harold Prince      | Lyric Theatre         | junto a Nancye Hayes, Peter Cousens & Timothy Rogers                 |
| 1996       | Wasp                                    | -          | Neil Armfield      | Belvoir St. Theatre   | junto a Tyler Coppin, Rebecca Massey & Kerry Otto                    |
| 1996       | Night On Bald Mountain                  | -          | Neil Armfield      | Belvoir St. Theatre   | junto a Ralph Cotterill, Essie Davis, Gillian Jones & Carole Skinner |
| 1995       | The Tempest                             | -          | Neil Armfield      | Belvoir St. Theatre   | junto a Cate Blanchett, Jason Clarke, Jacek Koman & David Wenham     |
| 1994       | Amadeus                                 | -          | Jean-Pierre Mignon | Athenaeum Theatre     | junto a Zoe Burton, Reg Evans, Nadine Garner & Rhys Muldoon          |
| 1994       | Cosi                                    | -          | Nadia Tass         | Russell St. Theatre   | junto a Nadine Garner, Kim Gyngell, Christen O'Leary & Pamela Rabe   |
| 1994       | White Wheat                             | -          | Kim Carpenter      | Domain Theatre        | junto a Simone Baker & David Prodham                                 |
| 1993       | Faust                                   | -          | Barrie Kosky       | Russell St. Theatre   | junto a Melita Jurisic, Jacek Koman, Tyrone Landau & Tom Wright      |
| 1993       | The Trials of Brother Jero              | -          | Jumoke Debayo      | Courtyard Theatre     | junto a Christine Anu, Paul Blackwell & Curt Jansen                  |
| 1991       | Hotel Sorrento                          | -          | Aubrey Mellor      | Wharf Theatre         | junto a Elspeth Ballantyne, Peter Curtin & Genevieve Picot           |
| 1989, 1991 | The Marriage of Figaro                  | -          | Jean-Pierre Mignon | -                     | junto a Reg Evans, Julie Forsyth, Jacek Koman & Pamela Rabe          |
| 1990       | Hot Fudge and Icecream                  | -          | Jules Wright       | Wharf Theatre         | junto a Lynette Curran, Rosemary Harris & Geoff Morrell              |
| 1988       | Frankie and Johnny in the Clair de Lune | -          | John Bell          | Footbridge Theatre    | junto a Noni Hazlehurst                                              |
| 1987       | Kiss of the Spiderwoman                 | -          | Egil Kipste        | Seymour Theatre       | junto a Russell Kiefel                                               |
| 1987       | Tom and Viv                             | -          | Aubrey Mellor      | Wharf Theatre         | junto a Ruth Cracknell, Geoff Morrell & Robyn Nevin                  |
| 1983       | Uncle Vanya                             | -          | Aubrey Mellor      | Nimrod Theatre        | junto a John Bell, David Nettheim & Anna Volska                      |
| 1982       | Burn Victim                             | -          | Aubrey Mellor      | Nimrod Theatre        | junto a Michele Fawdon, Deidre Rubenstein & Anna Volska              |
| 1982       | Welcome the Bright World                | -          | Neil Armfield      | Nimrod Theatre        | junto a Craig Ashley, Cathy Downes, Max Gillies & Russell Newman     |
| 1981       | Cloud Nine                              | -          | Aubrey Mellor      | Nimrod Theatre        | junto a Colin Friels, Deidre Rubenstein & Anna Volska                |
| 1981       | Audience                                | -          | Aubrey Mellor      | Nimrod Theatre        | junto a John Walton                                                  |
| 1981       | Protest                                 | -          | Aubery Mellor      | Nimrod Theatre        | junto a Cathy Downes & John Walton                                   |
| 1981       | Private View                            | -          | Aubrey Mellor      | Nimrod Theatre        | junto a Cathy Downes & John Walton                                   |
| 1980       | The Bride of Gospel Place               | -          | Aubrey Mellor      | Jane St. Theatre      | junto a Barry Lovett, Angela Punch McGregor & Deidre Rubenstein      |
| 1980       | Traitors                                | -          | Neil Armfield      | Nimrod Theatre        | junto a Judi Farr, Colin Friels, Max Gillies & Noni Hazlehurst       |
| 1979       | On Our Selection                        | -          | George Whaley      | Jane St. Theatre      | junto a John Howard, Noni Hazlehurst & Geoffrey Rush                 |
| 1979       | Upside Down at the Bottom of the World  | -          | Neil Armfield      | -                     | junto a Paul Bertram, Sally Cahill & Kerry Walker                    |
| 1978       | The Lady from Maxims                    | -          | Ted Craig          | Drama Theatre         | junto a Colleen Clifford, Maggie Dence, Gary Files & Margot Lloyd    |
| 1978       | Hay Fever                               | -          | Ted Craig          | Drama Theatre         | junto a Ronald Falk, Patricia Kennedy, Judy Nunn & John Warnock      |
| 1978       | The Misanthrope                         | -          | Ted Craig          | Drama Theatre         | junto a Judi Farr, Kate Fitzpatrick & Judy Nunn                      |
| 1978       | Black Comedy                            | -          | Ted Craig          | Drama Theatre         | junto a Judi Farr, Russell Kiefel, Robyn Nevin & Alan Tobin          |
| 1976, 1977 | Travesties                              | -          | Kenneth Horler     | Nimrod Theatre        | junto a Ralph Cotterill, Kay Kelton & Barbara Stephens               |
| 1977       | Wild Oats                               | -          | Mick Rodger        | York Theatre          | junto a Terry Bader, Anne Grigg & Richard Meikle                     |
| 1976       | The Duchess of Malfi                    | -          | Rex Cramphorn      | Nimrod Theatre        | junto a Carol Burns, Peter Carroll & Kris McQuade                    |
| 1976       | Are You Now Or Have You Ever Been?      | -          | Kenneth Horler     | Nimrod Theatre        | junto a Alan Becher, Robert Davis, Drew Forsythe & Martin Harris     |
| 1976       | The Tatty Hollow Story                  | -          | Alexander Hay      | Stables Theatre       | junto a Pat Bishop, Kevin Howard & John Orcsik                       |
| 1976       | The Recruiting Officer                  | -          | Kenneth Horler     | Nimrod Theatre        | junto a Peter Carroll, Max Cullen, Lynette Curran e Ivar Kants       |
| 1974       | Present Laughter                        | -          | Robert Kingham     | SGIO Theatre          | junto a Reg Cameron, Douglas Hedge & Geoffrey Rush                   |
| 1971       | Flash Jim Vaux                          | -          | Joan Whalley       | Twelfth Night Theatre | junto a Mervyn Drake, Hazel Howson & Ian Thomson                     |
| -          | King Lear                               | -          | -                  | -                     | -                                                                    |

## Premios y nominaciones
| Año  | Categoría                       | Premio    | Película                  | Resultado |
| ---- | ------------------------------- | --------- | ------------------------- | --------- |
| 1996 | Best Actor in a Supporting Role | AFI Award | Cosi                      | Nominado  |
| 1993 | Best Actor in a Supporting Role | AFI Award | The Custodian             | Nominado  |
| 1992 | Best Actor in a Supporting Role | AFI Award | Strictly Ballroom         | Ganó      |
| 1986 | Best Actor in a Lead Role       | AFI Award | The More Things Change... | Nominado  |
| 1985 | Best Actor in a Lead Role       | AFI Award | Bliss                     | Nominado  |